# Miss Panamerican International
Miss Panamerican International (en español: Señorita Panamericana Internacional) es un certamen para mujeres de ascendencia latina, con sede en los Estados Unidos.
La actual Miss Panamerican International es Melissa Soza, de Nicaragua.

## Ganadoras más recientes
| Año                                                                                | Miss Panamerican International  | País                      | Sede del Evento           |
| ---------------------------------------------------------------------------------- | ------------------------------- | ------------------------- | ------------------------- |
| 1999                                                                               | Verónica Morenos                | México                    | Los Ángeles, California   |
| 2000                                                                               | Martha Fuentes                  | Honduras                  | Los Ángeles, California   |
| 2001                                                                               | Mayra Solís                     | El Salvador               | Los Ángeles, California   |
| 2002                                                                               | Michelle Bobadilla              | República Dominicana      | Los Ángeles, California   |
| 2003                                                                               | Opal Henríquez                  | Belice                    | Los Ángeles, California   |
| 2004                                                                               | Michelle Silva                  | Brasil                    | Los Ángeles, California   |
| 2005                                                                               | Michelle Schmidt                | Brasil                    | Los Ángeles, California   |
| 2006                                                                               | Jessica Estrada                 | Panamá                    | Los Ángeles, California   |
| 2007                                                                               | Maria Elena Anaya               | México                    | Los Ángeles, California   |
| 2008                                                                               | Natasha Martínez                | Estados Unidos            | Los Ángeles, California   |
| 2009                                                                               | Andrea León                     | Ecuador                   | Los Ángeles, California   |
| 2010                                                                               | No se realizó el concurso       | No se realizó el concurso | No se realizó el concurso |
| 2011                                                                               | Naomi Marroquín                 | Guatemala                 | Los Ángeles, California   |
| 2012                                                                               | Nicole Colón                    | Puerto Rico               | Los Ángeles, California   |
| 2013                                                                               | María José Maza Solórzano       | Ecuador                   | Los Ángeles, California   |
| 2014                                                                               | María Amalia Matamoros Solis    | Costa Rica                | Los Ángeles, California   |
| 2015                                                                               | Liana Marcela Pachon Montoya    | Colombia                  | Los Ángeles, California   |
| 2016                                                                               | Katherine Prado Fallas          | Costa Rica                | Los Ángeles, California   |
| 2017                                                                               | No se realizó el concurso       | No se realizó el concurso | No se realizó el concurso |
| 2018                                                                               | Francielly Soares Ouriques      | Brasil                    | Anaheim, California       |
| 2019                                                                               | Lisbeth Tatiana Valverde Brenes | Costa Rica                | Guadalajara, México       |
| Debido al impacto de la pandemia de COVID-19, no hubo concurso entre el 2020—2022. |                                 |                           |                           |
| 2023                                                                               | Nicole Alessandra Carreño Pérez | Venezuela                 | Anaheim, California       |
| 2025                                                                               | Melissa Soza                    | Nicaragua                 | Anaheim, California       |